# Асакадзе-Мару
Асакадзе-Мару (Asakaze Maru) — судно, яке під час Другої світової війни взяло участь в операціях японських збройних сил на Філіппінах, у Індонезії, в архіпелазі Бісмарка та на Маршаллових островах.

## Передвоєнна історія
Асакадзе-Мару спорудили в 1940 році на верфі Osaka Iron Works у Інношимі на замовлення компанії Todai Kisen.
У 1940-му новим власником стала компанія Yamashita Kisen.
16 грудня 1940-го Асакадзе-Мару реквізували для потреб Імперського флоту Японії та класифікували як допоміжне судно для бункерування паливом (вугілля й нафта). До 16 січня 1941-го Асакадзе-Мару пройшло певну модернізацію все тій же на верфі Osaka Iron Works у Інношимі.
З травня по жовтень 1941-го судно виконало два рейси до японських підмандатних територій у Мікронезії, зокрема, забезпечуючи діяльність кораблів флоту на Маршаллових островах.

## Операції на Філіппінах та в Індонезії
4 грудня 1941-го Аскадзе-Мару вирушило з Куре на південь і з 6 по 17 грудня перебувало на Амамі Осімі (північна група островів Рюкю). Саме тут збирались сили для висадки на східному узбережжі філіппінського острова Лусон у Ламон-Бей. 17 грудня 1941-го з Амаміошими вийшов конвой із 24 транспортів з військами і того ж дня рушило до Філіппін Асакадзе-Мару, яке ще на Кюсю прийняло запас вугілля та рідкого палива. 24 грудня сили вторгнення прибули до Ламон-Бей та успішно висадили десант. Асакадзе-Мару перебувало тут кілька діб, після чого 27—28 грудня пройшло до порту Давао на південному узбережжі острова Мінданао (був захоплений японським десантом ще 20 грудня).
4—8 січня 1942-го судно пройшло на Палау (важливий транспортний хаб на заході Каролінських островів), після чого 10—16 січня перейшло до Менадо на північно-східному завершенні острова Целебес (тут японці висадились ще 11 січня). 21 січня Аскадзе-Мару полишило цей порт та через сім діб прибуло до Кіруну (наразі Цзілун на острові Тайвань).
Відомо, що в середині березня 1942-го Асакадзе-Мару знову побувало на Целебесі (цього разу в затоці Старинг-Бей на південному сході острова), а на початку квітня прибуло до Куре.
У середині травня 1942-го судно знову попрямувало до Індонезії та 24 числа прибуло до Макассару (південно-західне узбережжя все того ж Целебесу), де вивантажило вугілля.
Відомо, що в першій половині серпня 1942-го Асакадзе-Мару пройшло короткочасний ремонт на верфі Chosen Heavy Industries, наприкінці вересня побувало в Мако (важлива база японського ВМФ на Пескадорських островах у південній частині Тайванської протоки), а на початку жовтня пройшло звідси до Осаки. Наступні два місяці Асакадзе здійснювало рейси в японських водах та відвідало порти Інношима, Муроран (острів Хоккайдо), Фушікі, Йокосука.

## Рейс до Рабаулу
Важка битва за Гуадалканал, яка тривала з початку серпня, змушувала японське командування перекидати сюди підкріплення. 10 грудня 1942-го Асакадзе-Мару вийшло у складі конвою № 1 Го з Йокосуки, пройшло через Сайпан (Маріанські острови) і 22 грудня досягнуло Рабаулу — головної передової бази японців у архіпелазі Бісмарка, з якої провадились операції на Соломонових островах та сході Нової Гвінеї.
30 грудня судно полишило Рабаул та попрямувало до Японії, прибувши до Йокосуки 8 січня 1943-го.

## Служба у першій половині 1943-го
У січні — першій половині липня 1943-го Асакадзе-Мару здійснило численні рейси у водах Японії, де відвідало порти Отару (острів Хоккайдо), Осака, Сасебо, Моджі, Ніїхама, Куре, Саєкі, Йокосука. При цьому в лютому воно також здійснило рейс до Індонезії на острів Амбон, у квітні побувало в Такао (наразі Гаосюн на Тайвані), а в травні — червні пройшло з Саєкі до Палау (важливий транспортний хаб на заході Каролінських островів) та назад у складі конвоїв K-511 та P-531 відповідно.

## Другий рейс до Рабаулу
19 липня 1943-го Асакадзе-Мару вийшло з Йокосуки у складі конвою 3719, який 29 липня прибув на атол Трук (центральна частина Каролінських островів), де ще до війни створили потужну базу японського ВМФ, з якої до лютого 1944-го провадились операції в цілому ряді архіпелагів. 6—10 серпня 1943-го судно у складі конвою № 1064 пройшло до Рабаулу, звідки 26 серпня — 2 вересня пройшло на Палау у складі конвою O-605. 12—24 вересня разом з конвоєм FU-206 Асакадзе-Мару повернулось до Японії та прибуло в Осаку.

## Конвой 3009А
Протягом наступник кількох тижнів Асакадзе-Мар відвідало порти Моджі, Кобе, Нагоя, Йокосука, а 9 жовтня вийшло з останньої на Трук разом із конвоєм № 3009A. 12 жовтня неподалік від Тітідзіми (острови Огасавара) підводний човен торпедував флотський транспорт Мамія (Mamiya), який прямував у складі конвою. Судно утрималось на воді, при цьому 15 жовтня Асакадзе-Мару узяв його на буксир та 18 жовтня довів до Саєкі (острів Кюсю).

## Рейс на Маршаллові острови
22—31 жовтня Асакадзе-Мару пройшло з Куре на Трук. 7 листопада воно вийшло звідси на Маршаллові острови у складі конвою № 5075, який 13 листопада прибув на атол Кваджелейн.
4 грудня 1943-го судно все ще перебувало на Кваджелейні, коли по ньому завдало удару американське авіаносне з'єднання. Були потоплені та пошкоджені цілий ряд кораблів та суден, при цьому Асакадзе-Мару затонуло зі втратою 19 членів екіпажу.
Наразі залишки судна знаходяться на глибині від 24 до 31 метра.